# 第3軍 (德國國防軍)
第3軍（德語：III. Armeekorps）是二战期间德军的一個军，参与了在东线和西线的战斗。

## 历任师军长
- 庫爾特·哈瑟大將（1939年9月1日-1940年11月13日）
- 庫爾特·馮·格雷夫步兵上将（1940年11月13日-1941年1月15日）
- 埃伯哈德·馮·马肯森上將（1941年1月15日-1942年3月31日）[2]
- 利奧·蓋爾·馮·施韋彭堡裝甲兵上将（1942年3月31日-1942年7月20日）
- 埃伯哈德·馮·马肯森大將（1942年7月20日-1943年1月2日）
- 赫爾曼·布雷特裝甲兵上将（1943年1月2日-1943年10月20日）
- 海因茨·齊格勒砲兵上将（1943年10月20日-1943年11月25日）
- 弗里德里希·舒爾茨步兵上将（1943年11月25日-1944年1月9日）
- 赫爾曼·布雷特裝甲兵上将（1944年1月9日-1944年5月31日）[3]
- 迪特里希·馮·绍肯裝甲兵上将（1944年5月31日-1944年6月29日）
- 赫爾曼·布雷特裝甲兵上将（1944年6月29日-1945年5月8日）